# Hagakure
A Hagakure (葉隠, ’Lombok árnyékában’) Jamamoto Cunetomo kommentárjainak, történeteinek és gyakorlati tanácsainak a gyűjteménye a busidóról. Cunetomo egy időben Nabesima Micusige szamurája volt, majd ura halálával visszavonult és szerzetesnek állt. A szamurájerkölcsről szóló mondásait Tasiro Curamoto jegyezte le 1709 és 1716 között, azonban csak jóval később vált ismertté. Nyomtatásban először a Meidzsi-korban adták ki. A szöveg születésekor a háborúk ideje már egy évszázada véget ért Japánban, az utolsó csatát is 1637–1638-ban vívták Simabaránál. Cunetomo a békés Edo-kort a hanyatlás korának látta, ahol a férfiak elnőiesednek, az erkölcsök feledésbe merülnek, helyükbe pedig a haszonlesés lép. Tanácsaiban a kötelességek lelkiismeretes teljesítésére és az egyéni haszontól való elszakadásra tanít, a könyv későbbi fejezeteiben pedig a hadviselés idejéből származó történetekkel támasztja ezt alá.

## Magyarul
- Jamamoto Cunetomo: Hagakure. A szamurájok kódexe; ford. Kárpáti Gábor; Szenzár, Bp., 2000 (Harcosok ösvényén)
- Jamamoto Cunetomo: Hagakure. A szamurájok kódexe; ford. Kárpáti Gábor Csaba; 3. átdolg. kiad.; Szenzár, Bp., 2007 (Harcosok ösvényén)
- Jamamoto Cunetomo: Hagakure. A szamurájok kódexe; ford. Kárpáti Gábor Csaba;  Helikon, Bp., 2017
- Jamamoto Cunetomo: Hagakure. A szamurájok kódexe; ford. Kárpáti Gábor Csaba; Helikon, Bp., 2020
- Jamamoto Cunetomo: Hagakure. A szamurájok kódexe; ford. Kárpáti Gábor Csaba; Szenzár, Bp., 2021